# La Savoie du Nord
La Savoie du Nord est un hebdomadaire savoyard de la province du Faucigny, créé en 1860 par Joseph-Léandre Bard (1818-1902).

## Historique
Édité pour la première fois avant l'annexion de la Savoie à la France, le journal affiche une ligne farouchement anti-annexionniste et pro-rattachement de la Savoie du Nord (provinces du Chablais, du Faucigny et une partie de celle du Genevois) en tant que nouveau canton suisse,. Il se trouve sur la même ligne que le député Albert-Eugène Lachenal ou encore le journaliste Grégoire Hudry-Menos, dont les idées sont relayées par les émigrés savoyards de Genève et une partie de l'opinion genevoise.
Paraissant le samedi, neuf numéros paraîtrons avant l'annexion du 3 mars au 5 mai 1860. Dans le dernier numéro paru au lendemain du vote (99,8 % en faveur de l'annexion), le journal conclut : « En votant "zône" dans les conditions qu'on leur a faites, les Savoyards ont défini eux-mêmes leur nationalité et ont mis plus de Suisse que de France dans l'urne électorale. »

## La nouvelleSavoie du Nord
Dans les années 2010, une seconde Savoie du Nord paraît en ligne sous l'adresse web savoieplus.com. Éditée à Sciez, Chablais, elle s'inscrit dans le cadre de la Savoie historique et du Grand Genève, agglomération transfrontalière intégrée de manière fonctionnelle et institutionnelle depuis 2012, et ce en partenariat avec le média transfrontalier Journal de Bâle et Genève.